# Francesco Maria Bazzani
Pour les articles homonymes, voir Bassani.
Œuvres principales
Ottone in Italia, un premier opera seria.
Francesco Maria Bazzani (ou Bassani ; né vers 1650 à Parme, mort en 1700 à Plaisance) est un compositeur italien du XVIIe siècle.

## Biographie
Francesco fait partie de la famille de musiciens Bassani dont Giovanni Battista Bassani est le mieux connu. Il ne faut pas le confondre avec un autre Francesco Maria Bassani qui vécut deux générations plus tôt. Ce dernier est neveu du compositeur pour viole de gambe Orazio Bassani, et il est auteur d'une livret pédagogique intitulé Regole di contrapunto qui contient huit pièces, dont sept sont probablement de son oncle Oratio.
Francesco est fils d'une personne de la maison du duc Ranuccio II Farnese. Protégé de celui-ci, ordonné prêtre, il obtient une charge à la cathédrale de Plaisance en 1677 avant d'être maître de chapelle de la cathédrale (1679-1693) et aussi de l'église S. Giovanni in Canale (1684-1686). Francesco recueille son neveu Fortunato Chelleri, fils du musicien d'origine allemande Keller et de sa sœur, à la mort de ces derniers, et contribue à sa formation de musicien.
Une rue de Plaisance porte son nom.

## Œuvres
Operas
- Ottone in Italia (Parme 1673), livret de A. Gargiera. Cet opéra est cité comme un exemple précoce d'opera seria[2].
- Il pedante di Tarsia (Bologne 1680)

Oratorios
- L'inganno trionfato, (Parme 1673), livret de Oratio Francesco Roberti.
- La caduta di Gerico (Modène 1693).
- I trionfi dell'Eridano in cielo (Piacenza 1679)
- Il bacio della Giustizia e della Pace, texte de F. Glissanti, église Saint-Roch, 1697

### Sources et bibliographie
- Marc Honegger, « Bazzani, Francesco Maria », dans Dictionnaire de la musique, vol. A-K, Paris, Bordas, 1986, p. 93
- « Bazzani, Francesco Maria », dans Dizionario Biografico degli Italiani, vol. 7, 1970 (lire en ligne)